# Chłusowicz III
Chłusowicz III – polski herb baronowski, odmiana herbu szlacheckiego Gozdawa.

## Opis herbu

### Opis historyczny
Juliusz Ostrowski blazonuje herb następująco:

W polu czerwonem pojedyncza lilia srebrna. Nad francuzką baronowską koroną trzy pióra strusie.

### Opis współczesny
Opis skonstruowany współcześnie brzmi następująco:
Na tarczy w polu czerwonym lilia srebrna.
Nad tarczą francuska korona baronowska.
W klejnocie trzy pióra strusie.
Labry herbowe czerwone, podbite srebrem.

## Geneza
Herb został nadany w 1812 roku, pułkownikowi wojsk polskich, Jozefowi Chłusowiczowi, przez Napoleona, cesarza Francuzów.

## Herbowni
Herb ten był herbem własnym, toteż do jego używania uprawniony jest tylko jeden ród herbownych:
Chłusowicz.